# كلو ألبير
كلو ألبير (بالإنجليزية: Chloe Alper)‏ هي موسيقية بريطانية، ولدت في 13 سبتمبر 1981.

## وصلات خارجية
- الموقع الرسمي